# Dasychira ostracina
Dasychira ostracina är en fjärilsart som beskrevs av Turner 1902. Dasychira ostracina ingår i släktet Dasychira och familjen tofsspinnare. Inga underarter finns listade i Catalogue of Life.